# Piotr Tokarczyk
Piotr Tokarczyk (ur. 11 lipca 1991 w Nowym Targu) – polski snowboardzista, uczestnik Pucharów Europy, Pucharów Świata, Mistrzostw Świata, zawodnik klubu sportowego AZS-AWF Katowice.

## Kariera
Pierwszy raz na arenie międzynarodowej Piotr Tokarczyk pojawił się 22 stycznia 2011 roku w zawodach Europa Cup we francuskiej miejscowości Les Deux Alpes, gdzie zajął 26. miejsce w konkurencji half-pipe.
W Pucharze Świata zadebiutował 14 stycznia 2017 roku w austriackim Kreischberg, gdzie uplasował się na 55. pozycji w kategorii slopestyle. Swoje pierwsze podium w zawodach rangi europejskiej wywalczył 11 lutego 2017 podczas zawodów FIS w Sarajewie, również w slopestyle.
W 2017 sportowiec wystąpił w Mistrzostwach Świata w Sierra Nevada, gdzie zajął 30. miejsce w kwalifikacjach oraz 60. miejsce w konkursie głównym w kategorii Big Air.
Piotr Tokarczyk występuje również na zawodach krajowych. W 2018 roku zdobył Mistrzostwo Polski w kategorii slopestyle oraz Mistrzostwo Polski w kategorii Big Air. Zdobyte trofea udało się obronić również w sezonie 2019, 2020 i 2021.
Tokarczyk jest pierwszym zawodnikiem w Polsce, któremu udało się zrobić rotację frontside 1440 tailgrab. Na razie nikomu w kraju nie udało się powtórzyć jego wyczynu, a sam zawodnik planuje dołożyć do ewolucji jeszcze jeden obrót i wykonać rotację 1800 (5 obrotów), dołączając tym sposobem do nielicznego grona snowboardzistów wykonujących ten trik na całym świecie.

## Osiągnięcia

### Mistrzostwa Świata
| Miejsce | Dzień    | Rok  | Miejscowość   | Konkurencja | Zwycięzca      |
| ------- | -------- | ---- | ------------- | ----------- | -------------- |
| 60.     | 17 marca | 2017 | Sierra Nevada | Big Air     | Ståle Sandbech |

#### Miejsca na podium w zawodach rangi Puchar Europy
1. Sarajewo – 12 lutego 2017 – 3. miejsce (Big Air)
2. Kopaonik – 4 marca 2017 – 2. miejsce (Big Air)
3. Kopaonik – 5 marca 2017 – 2. miejsce (Big Air)
4. Sarajewo – 3 lutego 2019 – 3. miejsce (Big Air)

#### Miejsca na podium w zawodach rangi FIS
1. Sarajewo – 11 lutego 2017 – 2. miejsce (Slopestyle)
2. Kremnica – 10 lutego 2018 – 1. miejsce (Big Air)
3. Bjelasnica – 17 lutego 2018 – 2. miejsce (Slopestyle)
4. Kopaonik – 22 lutego 2018 – 2. miejsce (Sopestyle)
5. Kopaonik – 23 lutego 2018 – 3. miejsce (Big Air)

## The Kicker
W sezonie 2012/2013 miał miejsce projekt „The Kicker”. Dzięki wsparciu sponsorów Tokarczyka, udało się wybudować pierwszy prywatny obiekt snowboardingowy dla polskiego zawodnika. W Nowym Targu powstała skocznia snowboardowa, na której Piotr miał wykonać pierwszego w Polsce triple frontflip’a (potrójne salto do przodu).